# Giovanni Danielli
Giovanni-Martino Danielli (* 1954) ist ein Schweizer Geograph und Raumplaner.

## Leben
Danielli studierte Geographie mit den Nebenfächern Volkswirtschaftslehre und Sozialwissenschaften an der Universität Genf und schloss 1978 mit dem Diplom ab. Von 1981 bis 1984 war er wissenschaftlicher Assistent an der Universität Basel, wo er 1985 promoviert wurde. Er absolvierte ein Nachdiplomstudium in Raumplanung an der ETH Zürich.
Von 1984 bis 1987 arbeitete Danielli als planerischer Mitarbeiter im Bereich Fuss- und Wanderwege bei der Arbeitsgemeinschaft Recht für Fussgänger. Von 1987 bis 1992 war er Vizechef des Amts für Raumplanung des Kantons Graubünden und anschliessend bis 2000 Vizechef des Amts für Umwelt des Kantons Solothurn. Von 2000 bis 2005 arbeitete Danielli als wissenschaftlicher Mitarbeiter beim Bundesamt für Verkehr. Von 2004 bis August 2015 war er Dozent für Verkehrs- und Tourismuspolitik, Natur und Gesellschaft, Raum- sowie Verkehrsplanung und Ecotourism am Institut für Tourismuswirtschaft der Hochschule Luzern. Von August 2012 bis September 2013 arbeitete Danielli zwischenzeitlich als Leiter Richtplanung für die Westschweizer Kantone (Wallis, Vaud, Genève, Fribourg, Neuchâtel, Jura) und den Kanton Tessin beim Bundesamt für Raumentwicklung. Seit September 2015 arbeitet Danielli an der Fachhochschule Westschweiz (HEVS) in Sierre als ordentlicher Professor in Tourismus und Mobilität. Er ist Mitglied des Mobility Lab.

## Schriften (Auswahl)
- Die Bodenseelandschaft: Aktualgeographische Studien zur Veränderung eines Grenzraumes. 1986 (Dissertation, Universität Basel, 1985).
- Wieviele Würmer braucht die Erde? Gefährdung unserer Lebensgrundlagen, biologische Landbaumethoden als Ansatz zur Umkehr, Beispiele aus den Philippinen und der Schweiz. HEKS, Zürich 1986.
- Planungsfragen bei Fuss- und Wanderwegen: Behandlung der Fuss- und Wanderwege. Arbeitsgemeinschaft Recht für Fussgänger, Zürich 1987.
- mit Norman Backhaus und Patrick Laube: Wirtschaftsgeografie und globalisierter Lebensraum: Lerntext, Aufgaben mit Lösungen und Kurztheorie. Compendio Bildungsmedien, Zürich 2002; 4. Auflage 2014.
- mit Markus Maibach: Schweizerische Verkehrspolitik. Rüegger, Zürich 2007; 2. Auflage 2014.
- mit Roger Sonderegger: Kompaktwissen Naturtourismus. Rüegger, Zürich 2009.
- mit Marco Müller: Kompaktwissen Klimawandel: Schweizerische Massnahmen und Instrumente. Rüegger, Zürich 2010.
- mit Roger Sonderegger und Christian Gabathuler: Kompaktwissen Raumplanung in der Schweiz. Rüegger, Zürich 2014.